# Landmannalaugar
Landmannalaugar är en källa i  Fjallabak naturreservat i Suðurland i Island, som ligger 593 meter över havet. Det ligger i kanten av 
lavafältet Laugahraun, som bildades vid ett vulkanutbrott omkring 1477. Där finns geotermiska hetvattenkällor. 
Landmannalaugar är den nordliga slutpunkten för vandringsleden Laugavegur, och där finns en fjällstuga, som drivs av Ferðafélag Íslands, med plats för 75 personer.  
Den högsta punkten i närheten är 860 meter över havet, 1,0 km nordväst om Landmannalaugar.

## Bildgalleri

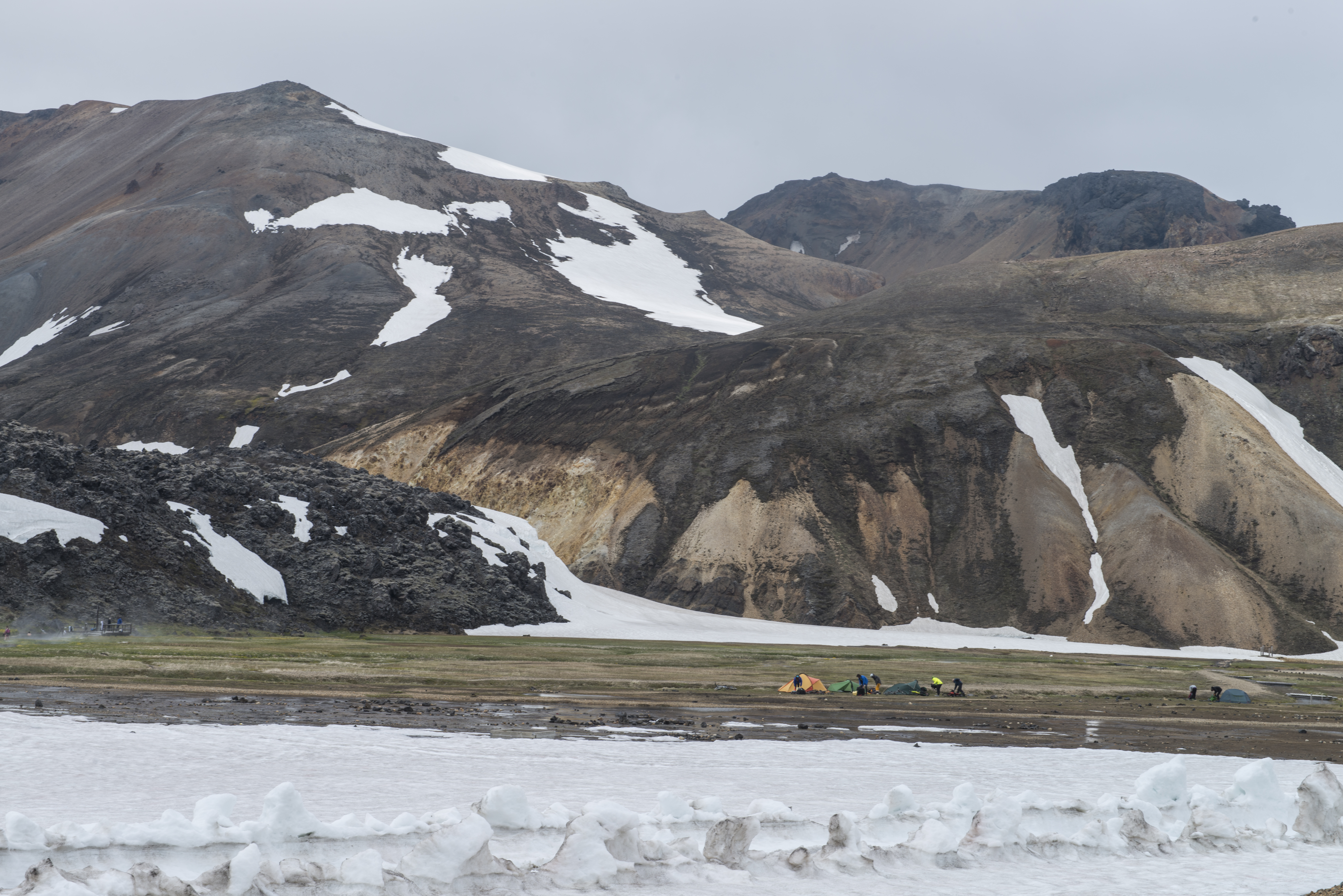
Övernattningsplats i Landmannalaugardalen
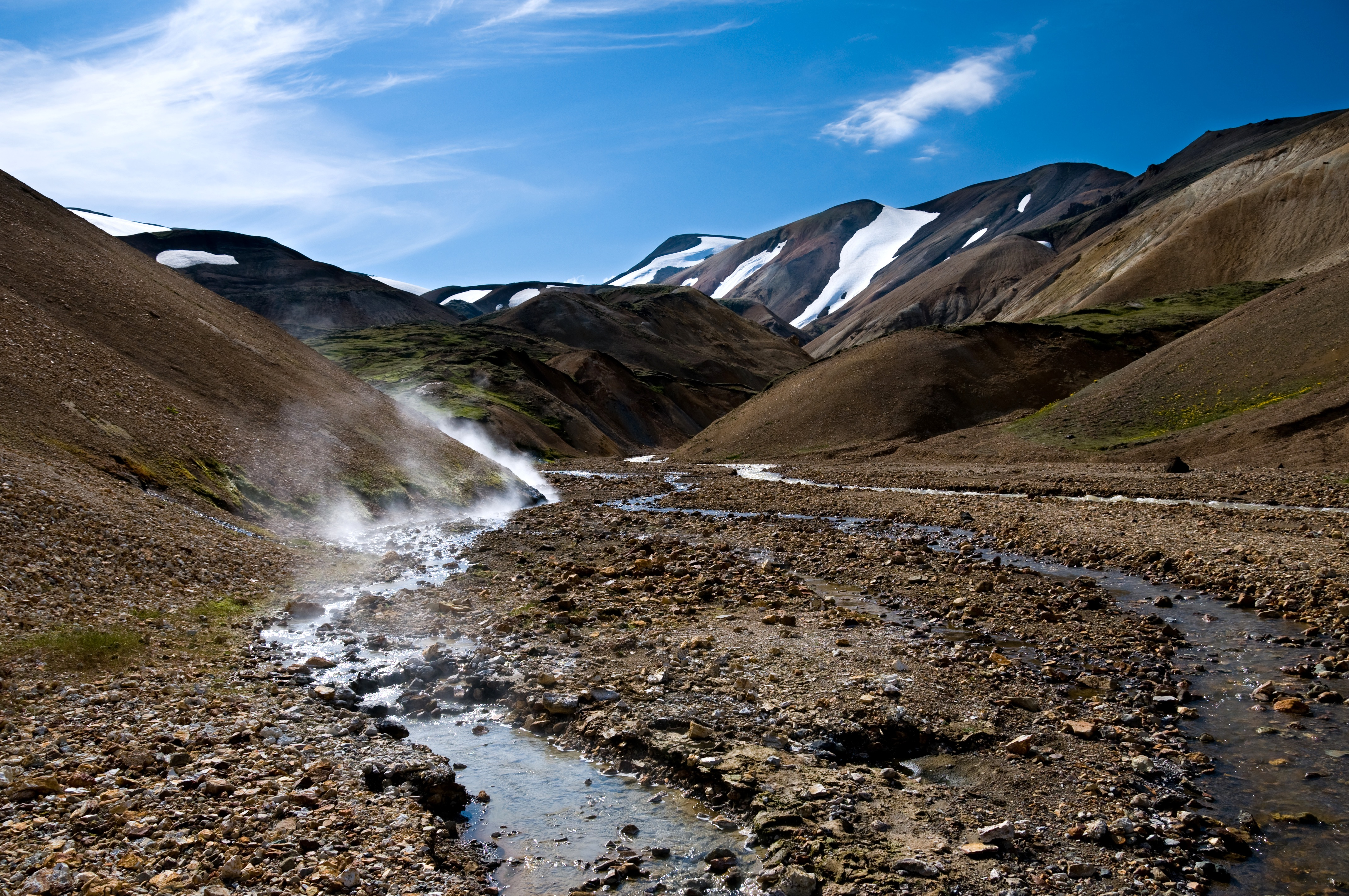
Berget Háalda sett från Vondugil
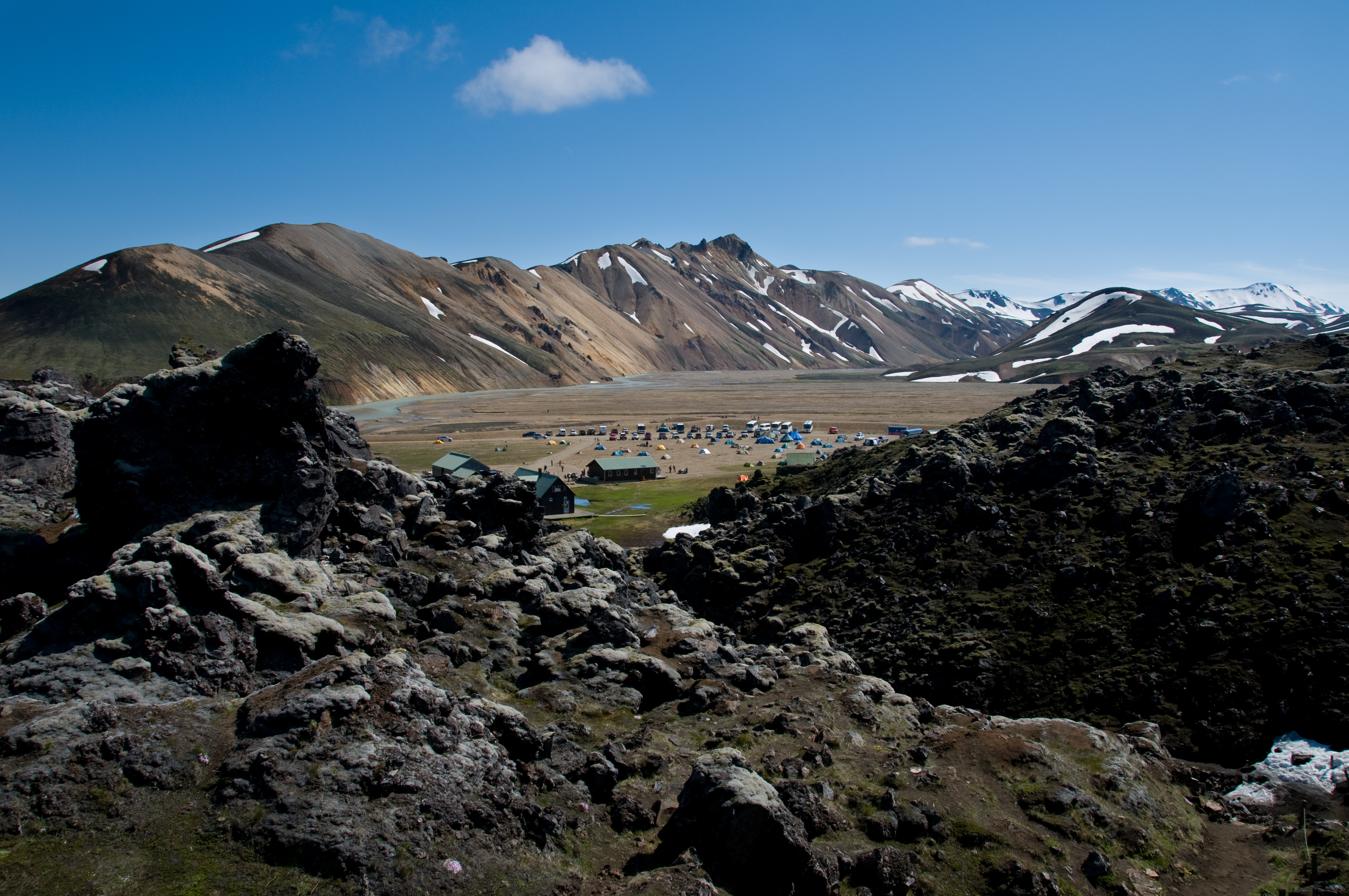
Övernattningsplatsen i Landmannalaugar
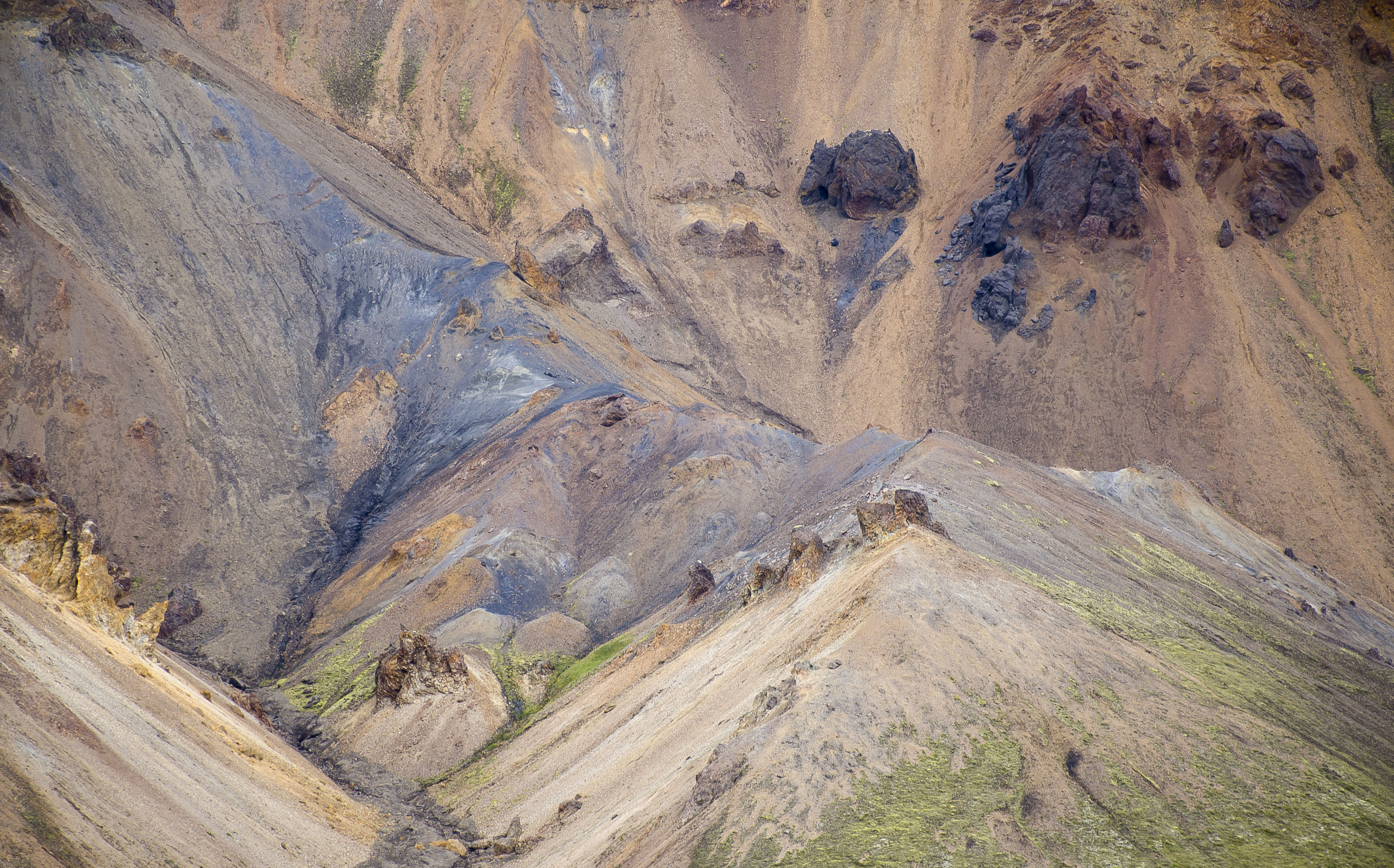
Landmannalaugar
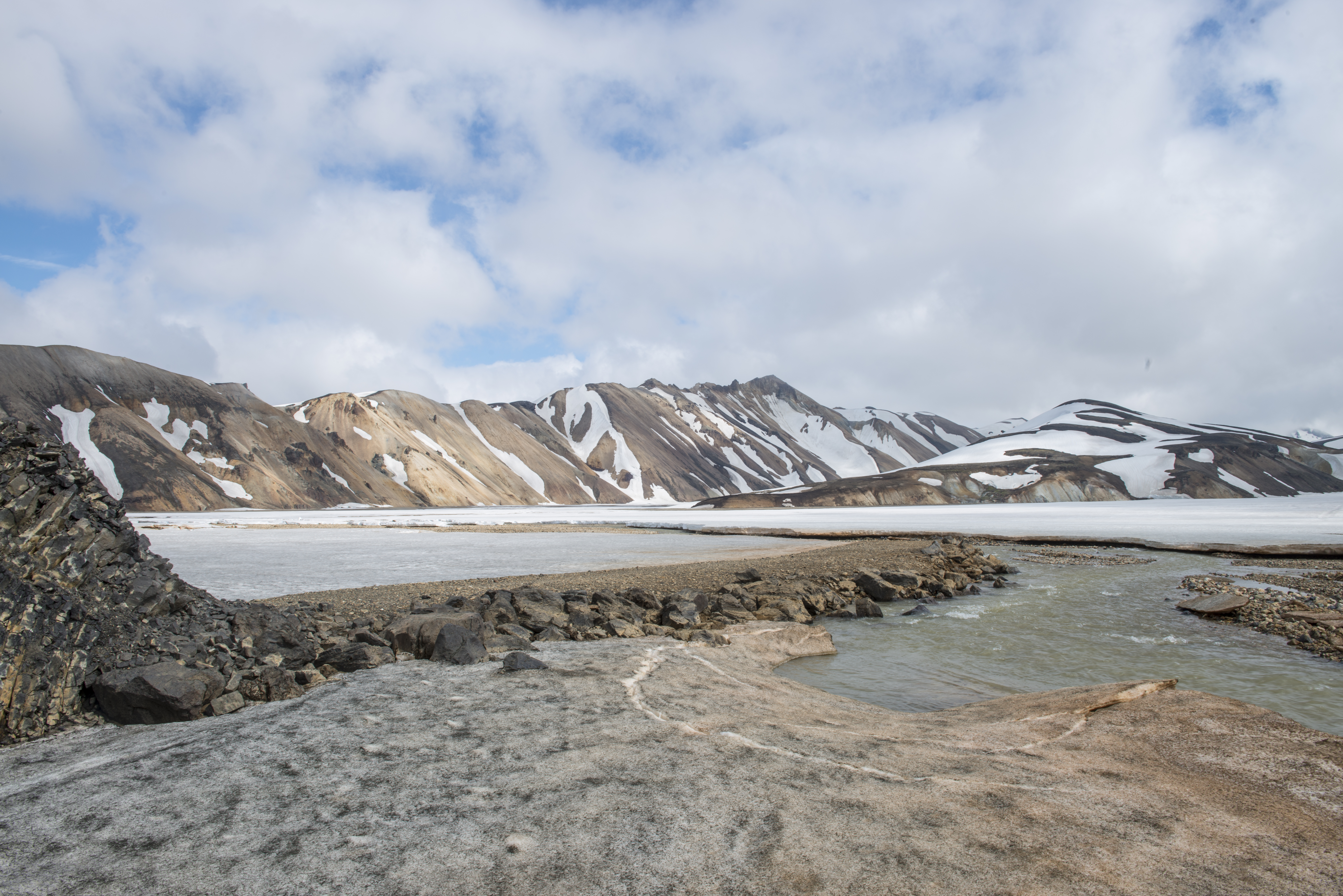
Berglandskapet vid Landmannalaugar